# Nitroplast
Nitroplast – organellum obecne w glonie Braarudosphaera bigelowii, mające zdolność wiązania azotu cząsteczkowego. Jego odkrycie potwierdziło, iż wiązanie azotu cząsteczkowego zachodzi również u eukariotów, a nie wyłącznie u bakterii i archeowców, jak wcześniej sądzono.

## Historia
Na początku XXI w. w analizach metagenomu odkryto sinicę nazywaną UCYN-A zdolną do diazotrofii. W 2012 roku stwierdzono jej ścisłą relację z glonem B. bigelowii. Początkowo sinica ta klasyfikowana była jako osobny organizm, być może żyjący w symbiozie z glonem, jednak z późniejszych badań prowadzonych przez Jonathana Zehra wynikało, iż UCYN-A nie powinna być traktowana jako osobny organizm, lecz jako endosymbiotyczne organellum glonu. Zehr zaproponował nazwę „nitroplast” dla hipotetycznego organellum w 2015 roku. Taki charakter UCYN-A potwierdzały badania tzw. miękką tomografią rentgenowską, gdzie podczas badania różnych etapów podziału komórkowego sinicy odkryto, iż podział nitroplastu następuje tuż przed podziałem całej komórki sinicy, a komórka potomna sinicy dziedziczy po jednym UCYN-A od komórki rodzicielskiej, tak jak ma to miejsce w przypadku wszystkich innych organelli. Dodatkowo odkryto, iż wiele ważnych białek, które są potrzebne do funkcjonowania UCYN-A są syntezowane przez glon. Istnienie nitroplastu ogłoszono w 2024 roku.
Badania genetyczne wskazują, iż do wejścia w symbiotyczną relację między algą i bakterią, która dała początek organellum znanemu jako nitroplast mogło dojść około sto milionów lat temu.

## Skutki
Odkrycie nitroplastów podważyło wcześniejsze przekonania o wyłączności wiązania azotu przez organizmy prokariotyczne. Dokładniejsze zrozumienie struktury i funkcji nitroplastów mogłoby umożliwić opracowania upraw zdolnych do wiązania własnego azotu, dzięki inżynierii genetycznej roślin, co mogłoby potencjalnie zmniejszyć zapotrzebowanie na nawozy azotowe, jednocześnie ograniczając negatywny wpływ na środowisko.